# Horobiivka, Kaniv
Horobiivka (în ucraineană Горобіївка) este localitatea de reședință a comunei Horobiivka din raionul Kaniv, regiunea Cerkasî, Ucraina.

## Demografie
Componența lingvistică a localității Horobiivka
     Ucraineană (98,34%)
     Rusă (1,66%)
Conform recensământului din 2001, majoritatea populației localității Horobiivka era vorbitoare de ucraineană (98,34%), existând în minoritate și vorbitori de rusă (1,66%).